# Geneviève Janssen-Pevtschin
Pour les articles homonymes, voir Janssen.
Geneviève Janssen-Pevtschin (24 février 1915 – 11 novembre 2001), aussi connue sous le nom de Ginette Pevtschin, était une avocate belge et la première femme magistrate de Belgique. Elle fut également une membre active de la résistance belge pendant la Seconde Guerre mondiale.

## Biographie

### Famille
Geneviève Janssen-Pevtschin est née à Bruxelles, le 24 février 1915. Ses parents sont juifs et d'origine russe.

### Formation
Geneviève Pevtschin étudie le droit et sort diplômée de l'Université libre de Bruxelles en 1937.

### Début de carrière juridique et résistance
À partir de 1937, elle est avocate à la cour d'appel de Bruxelles. Mais au début de la Seconde Guerre mondiale, il lui est interdit de pratiquer le droit. En effet, le 28 octobre 1940, l'administration militaire allemande adopte un décret interdisant aux Juifs d'occuper des postes dans la fonction publique et juridique. Elle décide alors de rejoindre le groupe de résistance belge « Zéro ».
Au sein de ce groupe, Geneviève Pevtschin aide à transmettre des messages à Londres, à fournir de fausses pièces d'identité et à établir des contacts avec d'autres réseaux de la résistance. Geneviève Pevtchin joue également un rôle déterminant dans la publication de La Libre Belgique, l'un des journaux clandestins les plus importants publiés sous l'Occupation.
Après l'assassinat du collaborateur Paul Collin, journaliste et rédacteur en chef des journaux collaborationnistes rexistes Le Nouveau Journal et Cassandre, Geneviève Pevtschin est arrêtée par la Gestapo le 21 mai 1943. Elle est condamnée à six années de travaux forcés pour ses activités à La Libre Belgique et pour son rôle dans l'assassinat de Collin. Elle survit à la torture, à l'emprisonnement et au travail forcé dans l'Allemagne nazie.

### Carrière juridique
Après la guerre, elle devient la première femme magistrate belge lorsqu'elle est nommée juge au tribunal de première instance de Bruxelles en novembre 1948. De 1981 à 1985, elle est présidente de la cour d'appel de Bruxelles.
Elle épouse Marcel Janssen en 1949. En 1954, elle devient la première membre belge de la Commission européenne des droits de l'homme, où elle exerce ses fonctions jusqu'en 1960.
Elle joue un rôle clé dans la création d'une Cour européenne des droits de l'homme permanente en 1998.

## Hommages
Pour son service pendant la guerre, elle est nommée officier de l'ordre de la Couronne avec palmes, reçoit une croix militaire et est promue au grade de capitaine ARA (agent de renseignement et d'action),.

## Sources et références
- (en) Cet article est partiellement ou en totalité issu de l’article de Wikipédia en anglais intitulé « Geneviève Janssen-Pevtschin » (voir la liste des auteurs).

1. ↑  Gubin, Eliane., Dictionnaire des femmes belges : XIXe et XXe siècles, Bruxelles, Racine, 2006, 637 p. (ISBN 2-87386-434-6 et 9782873864347, OCLC 71362867, lire en ligne).
2. ↑  Yearbook of the European Convention on Human Rights : Annuaire de la Convention Europeenne des Droits de L’Homme, 1962 (DOI 10.1007/978-94-015-2717-0, lire en ligne).
3. ↑  David Fraser, « The Fragility of Law: Anti-Jewish Decrees, Constitutional Patriotism, and Collaboration Belgium 1940–1944 », Law and Critique, vol. 14, no 3,‎ 2003, p. 253–275 (ISSN 0957-8536, DOI 10.1023/b:lacq.0000005214.22656.28, lire en ligne, consulté le 20 août 2019).
4. ↑  Van Crombrugge, Yaëlle., Les espions Zéro dans l'ombre du pouvoir, 1940-1944, 2013, 255 p. (ISBN 978-2-87386-839-0 et 2873868392, OCLC 833340484, lire en ligne).
5. 1 2 3  James Jordan, Jewish Migration and the Archive, Routledge, 2 octobre 2017 (DOI 10.4324/9781315676395, lire en ligne).
6. ↑  Roberta Gold, « “Territorio Libre” », University of Illinois Press,‎ 20 avril 2017 (DOI 10.5406/illinois/9780252038181.003.0007, lire en ligne, consulté le 20 août 2019).
7. 1 2  Malika Dorbani-Bouabdellah, « Les prémices de la peinture de la modernité et contemporaine en Algérie », Horizons Maghrébins - Le droit à la mémoire, vol. 47, no 1,‎ 2002, p. 161–168 (ISSN 0984-2616, DOI 10.3406/horma.2002.2075, lire en ligne, consulté le 20 août 2019).
8. 1 2  Coekelbergs, R., Gedenkboek inlichtings- en actie agenten., Maklu, 2016, 862 p. (ISBN 978-90-466-0786-2 et 9046607860, OCLC 965471144, lire en ligne).
9. ↑  Jean-Pierre Nandrin, Hommes et normes: Enjeux et débats du métier d'un historien, 2019, p. 516.
10. ↑  Kimble, Sara L., New Perspectives on European Women's Legal History., 2016, 452 p. (ISBN 978-1-317-57716-4 et 1317577167, OCLC 953030219, lire en ligne).